# 프랜시스 E. 워렌 공군기지

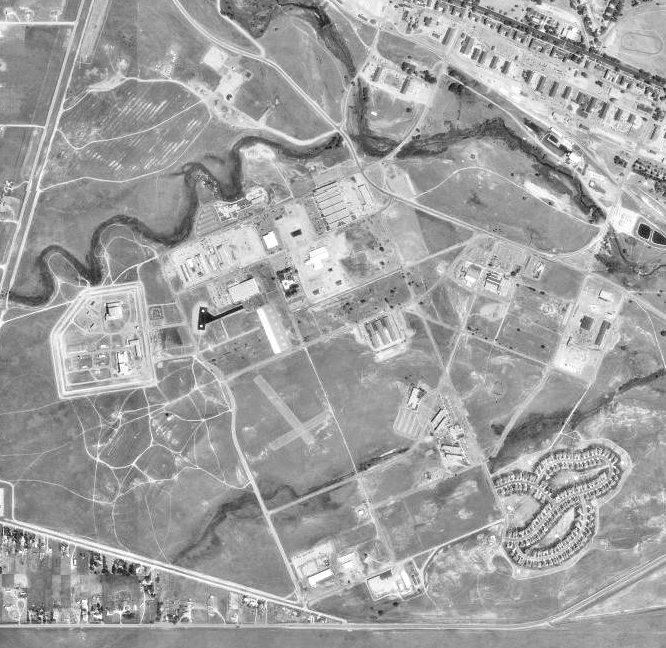

프랜시스 E. 워렌 공군기지(Francis E. Warren Air Force Base)는 미국 와이오밍주에 위치한 미국 공군의 군사기지이다.

## 역사
워렌 공군기지는 미공군의 가장 오래된 군사기지이다. 1867년 미국 육군은 데이빗 앨런 러셀 요새를 건설했다. 1930년 1월 1일 미국 육군은 프랜시스 E. 워렌 요새로 이름을 변경했다. 프랜시스 E. 워렌은 와이오밍주 최초의 주지사다. 1947년 6월 1일 미국 육군 항공대 기지가 되었다. 1947년 9월 18일 미공군 기지가 되었다.
2016년 기준으로, 제90 미사일 비행단이 주둔하고 있다. 8,300 평방마일 (21,000 km2) 면적의, 세계 최대의 지상형 ICBM 발사기지로서, 미니트맨 미사일 150발이 실전배치중이다.
2016년 기준으로, 와이오밍주 프랜시스 E. 워렌 공군기지, 노스다코타주 미놋 공군기지, 몬태나주 맘스트롬 공군기지에 450개의 미니트맨 미사일이 지하 사일로에 실전배치되어 있다.
미니트맨 미사일은 제1격(선제공격), 경보즉시발사가 가능하도록, 핵탄두가 미사일에 장착되어, 대통령이 버튼만 누르면 즉시 발사되게끔 발사준비태세 모드로 배치되어 있다. 전세계에 핵무장국은 많지만, 지상형 ICBM을 즉시발사준비태세로 배치중인 국가는 미국과 러시아 뿐이다. 중국은 핵탄두를 미사일에서 분리시켜놓았다. SLBM은 제2격(보복공격)용이라서, 선제공격 준비상태가 아니다.

## 관련보도
2005년 3월 와이오밍주 F.E 워렌 공군기지의 미니트맨 미사일 핵기폭장치 4개가 2006년 8월 대만으로 보내졌다. 연쇄 핵폭발을 가능케하는 핵탄두용 전자부품이다. 미국은 물론 대만측도 이같은 사실을 2년동안 모르고 있다가 2008년에 미국으로 반환되었다. 1년에 4차례씩 물품 점검이 있었지만 신관이 없어진 사실을 아무도 발견하지 못했다. 대만 당국이 원래 헬기 배터리가 아니라 다른 부품이 왔다고 통보하자, 미군은 잘못 배달된 부품을 폐기처분하라고 했다가 나중에 핵무기 관련 부품인 것을 알고는 돌려줄 것을 요구했다. 중국은 이같은 사실이 알려지자 미국을 강하게 비난했다.
2008년 5월 23일 와이오밍주의 미니트맨 미사일 지하 발사기지에서 화재가 발생해 무기보관 시설이 소실되는등 1백만달러의 재산피해가 났다. 다단계 자동 안전장치에 의해 중대한 사고로 이어지지는 않았지만 미 공군 당국은 닷새가 지나도록 화재 발생 사실조차 몰랐다. 미사일 기지내 무기저장고 부근 배터리 충전기의 전선 연결 부위에서 발생했으며, 충전기의 배선불량이 원인이었다.이 사고 이후 미공군은 미사일 지하기지 내 모든 배터리 충전기를 교체했다.
2010년 10월 23일, 하드웨어 고장으로, 미공군이 보유한 ICBM의 약 10%인 50기의 핵미사일과 통신이 45분간 두절됐다. 그러나 다중 예비시스템이 있어서 미니트맨 미사일의 상태를 계속 모니터했으며, 대통령의 명령에 따라 발사할 수도 있는 상태였다. 와이오밍주에서 발생했다. 제319 미사일 대대가 운용하는 50기의 미사일을 담당하는 5개 발사통제센터 가운데 하나가 미사일과 통제센터들간의 통신신호를 끊어뜨린 것 같으며, 하드웨어의 문제이지 사이버 공격은 아니라고 밝혔다. 제1 발사통제센터가 미사일과의 통신망을 재개하는 데 45분이 소요됐고, 나머지 4개 통제센터가 같은 작업을 하는 데 15분이 걸렸다.
2014년 1월 초, 와이오밍 워런 공군 기지에서 3명의 핵미사일 담당 장교를 포함해 11명이 마약 등을 소지한 혐의로 조사를 받았다.
2014년 1월 초, 척 헤이글 국방장관이 와이오밍주 샤이엔에 있는 워런 공군기지를 찾아서 대륙간탄도미사일이 보관된 지하 저장고를 방문했다. 국방장관이 대륙간탄도미사일 기지를 방문하는 것은 다소 이례적으로, 2008년 로버트 게이츠 당시 장관이 방문 한 뒤 처음이다.
2014년 4월 27일, 미국 CBS 방송의 유명 시사프로그램인 60분이 미군 당국의 허가를 받아 미국 와이오밍주 샤이엔 지역에 있는 워렌 공군 기지 내 지하 핵탄두 시설 내부를 촬영해 보도했는데, 8인치 플로피 디스크 등 60년대 컴퓨터를 사용중이었다. 핵시설 관계자는 그러나 한참 시대에 뒤떨어진 시스템 장치이지만, 현재 사용되는 인터넷과는 완전히 차단되어 있어 해킹이나 사이버 테러에 대한 핵무기 통제시스템 도난을 근원적으로 막고 있다고 밝혔다.
2014년 5월 16일 저녁 와이오밍주 F.E.워런공군기지 소속 제90 미사일부대, 제320 미사일 비행중대의 미니트맨 미사일이 작동되지 않았고, 그 다음날 아침 공군 부대 요원 3명이 문제를 해결하던 과정에서 '기술지침을 정확히 준수하지 않은 실수'를 범해 미사일이 손상되었다. 폐기처분해야 할 정도의 심한 손상이 발생했다.
2014년 11월 3일, 미공군은 와이오밍 워런 공군기지의 핵미사일 관리 책임자인 칼 존스 대령과 노스다코다주 마이넛 공군기지의 리처드 파글리우코 대령에 대해 해고 결정을 내렸다. 존스 대령은 워런 기지에서 두 번째로 높은 사령관으로, 대륙간탄도미사일(ICBM)을 총괄 관리했다.
2015년 10월 21일 와이오밍 주의 ICBM 기지에서 훈련용 탄두를 장착한 '미니트맨3' 미사일이 발사됐다. 6,800km를 비행해 마셜군도에 설치한 표적에 오차범위 안에서 명중했다.

## 같이 보기
- SM-65 아틀라스
- 미국 공군지구권타격사령부